# Rick Doucet
Pour les articles homonymes, voir Doucet.
Rick Doucet est un marchand, un photographe et un homme politique canadien, député libéral à l'Assemblée législative du Nouveau-Brunswick de 2006 à 2018 et plusieurs fois ministre.

## Biographie
Rick Doucet est né à Sussex, au Nouveau-Brunswick. Il obtient son diplôme d'études secondaires à la Rothesay Collegiate School et suit ensuite le programme d'affaires du Collège Holland.
Il travaille dans le domaine de la vente et de la commercialisation pour une compagnie aérienne avant de revenir travailler dans le magasin familial. Il exploite ensuite une agence de publicité. Il a été membre du conseil municipal de Saint-George et a aussi siégé au comité consultatif de planification de la ville.
Il a été président du Club Rotary de Saint-George et membre du conseil d’administration de R.C.S. Netherwood. Il a aussi été président pendant 10 ans de la Maritime Kodak Dealers Association et membre du conseil d’administration du programme Image certifiée Kodak au Canada. Son premier livre de photographie, intitulé Herring Weirs: The Only Sustainable Fishery, est publié en 2000.
Rick Doucet est membre de l'Association libérale du Nouveau-Brunswick. Il est élu à la 55e législature pour représenter la circonscription de Charlotte à l'Assemblée législative du Nouveau-Brunswick le 9 juin 2003, lors de la 55e élection générale. Il siège alors au Comité permanent des privilèges, au Comité permanent des corporations de la Couronne, au Comité permanent des comptes publics et au Comité spécial de l’assurance automobile publique. Il est porte-parole de l'Opposition officielle en matière de pêches, d'aquaculture et d'énergie.
Il est réélu à la 57e législature le 27 septembre 2010, lors de la 57e élection générale, puis lors de la 58e élection générale, le 22 septembre 2014. Le 24 septembre 2018, il est défait par Andrea Anderson-Mason à la 59e élection générale.
Rick Doucet aime le cyclisme, le ski, la plongée sous-marine, les véhicules tout-terrain, la cuisine, l'aviation et la photographie. Il habite Saint-George avec son épouse Debbie et ses deux enfants, Nicole et Jonathan.